# Alchemilla microdictya
Alchemilla microdictya é uma espécie de rosácea do gênero Alchemilla, pertencente à família Rosaceae.